# Real Audiencia von Caracas
Die Real Audiencia von Caracas (auf Spanisch vollständig: Audiencia y Cancillería Real de Caracas) wurde 1786 eingerichtet und war ein Gerichtshof mit Zuständigkeit für einen Gerichtsbezirk des Vizekönigreichs Neugranada sowie eine Institution der Kolonialverwaltung (siehe: Real Audiencia). Die Audiencia von Caracas war die letzte, die von den Spaniern in Amerika gegründet wurde. Ihr Zuständigkeitsbereich deckte sich weitgehend mit dem heutigen Staatsgebiet von Venezuela. Im Zuge der Unabhängigkeit endete ihre Arbeit 1821.

## Die Rolle derReal Audienciasin den Kolonien
Nach der Eroberung von Mittel- und Südamerika (Conquista) durch die Spanier erließ König Karl V. die „Gesetze über Indien“ (spanisch: Leyes de Indias) sowie die „Neuen Gesetze“ (spanisch: Leyes Nuevas), in denen er die Verwaltung der überseeischen Kolonien im „Vizekönigreich Neu-Kastilien“ organisierte und regelte.
Für die Umsetzung der Gesetze und die Unterstützung der militärischen Gouverneure waren die Real Audiencias zuständig.
Sie erfüllten damit Aufgaben in der Verwaltung und im Finanzwesen, die über die eines Gerichtshofes nach heutigem Verständnis weit hinausgingen, zumal eine Gewaltenteilung unbekannt war. Neben einem Vorsitzenden und vier Richtern (spanisch: Oidores) gab es einen Staatsanwalt (spanisch: fiscal), aber auch nachgeordnete Exekutivkräfte wie einen Büttel (spanisch: alguacil mayor), Polizeikräfte, Übersetzer usw.

## Die Einrichtung
Von 1550 bis 1786 unterlag das Gebiet Venezuelas der Rechtsprechung und Verwaltung durch die Real Audiencia von Santa Fé de Bogotá. Im Laufe der Zeit rückten die Spanier von ihrem rigiden zentralistischen Verwaltungssystem ab und gliederten ihr Kolonialreich in kleinere, besser zu übersehende Einheiten; so wurde auch das Vizekönigreich Neugranada (ab 1717) und darin das Generalkapitanat Caracas eingerichtet. Per königlichem Dekret vom 6. Juli 1786 ordnete König Karl III. die Einrichtung einer eigenen Real Audiencia in Caracas an.

## Zuständigkeit
Anlass für die Einrichtung war eine territoriale Neuordnung der Kolonie. Die Regionen Cumaná und Margarita y Trinidad wechselten aus dem Gebiet der Real Audiencia von Santo Domingo nach Caracas, während die Gebiete Caracas, Maracaibo und Guyana aus der Hoheit der Real Audiencia von Santa Fé de Bogotá genommen wurden.
Die Real Audiencia hatte keinen Vorsitzenden mehr; der Vorsitz durch den Generalkapitän war formeller Natur, er hatte weder Rederecht noch Stimme. Den Vorsitz führten als Regentes alternierend die amtierenden Oidores.

## Arbeit
Mit einem Vorsitzenden, drei Oidores und einem Fiscal sowie etlichen nachgeordneten Angestellten nahm die Audiencia am 19. Juli 1787 ihre Arbeit auf.
Die Einrichtung der Audiencia hatte weitreichende Folgen für die Rechtspflege der Region. So wurde 1788 ein Colegio de Abogados (Anwaltskolleg) in Caracas eingerichtet; 1790 folgte die Academia de Derecho Espanol y Público (Rechtsakademie).
Die Audiencia hatte Bestand bis 1821, als das venezolanische Gebiet als Teil der Republik Großkolumbien unabhängig wurde und die Gerichtsbarkeit nicht mehr in Händen der Spanier lag.